# Natuurproduct (materiaal)

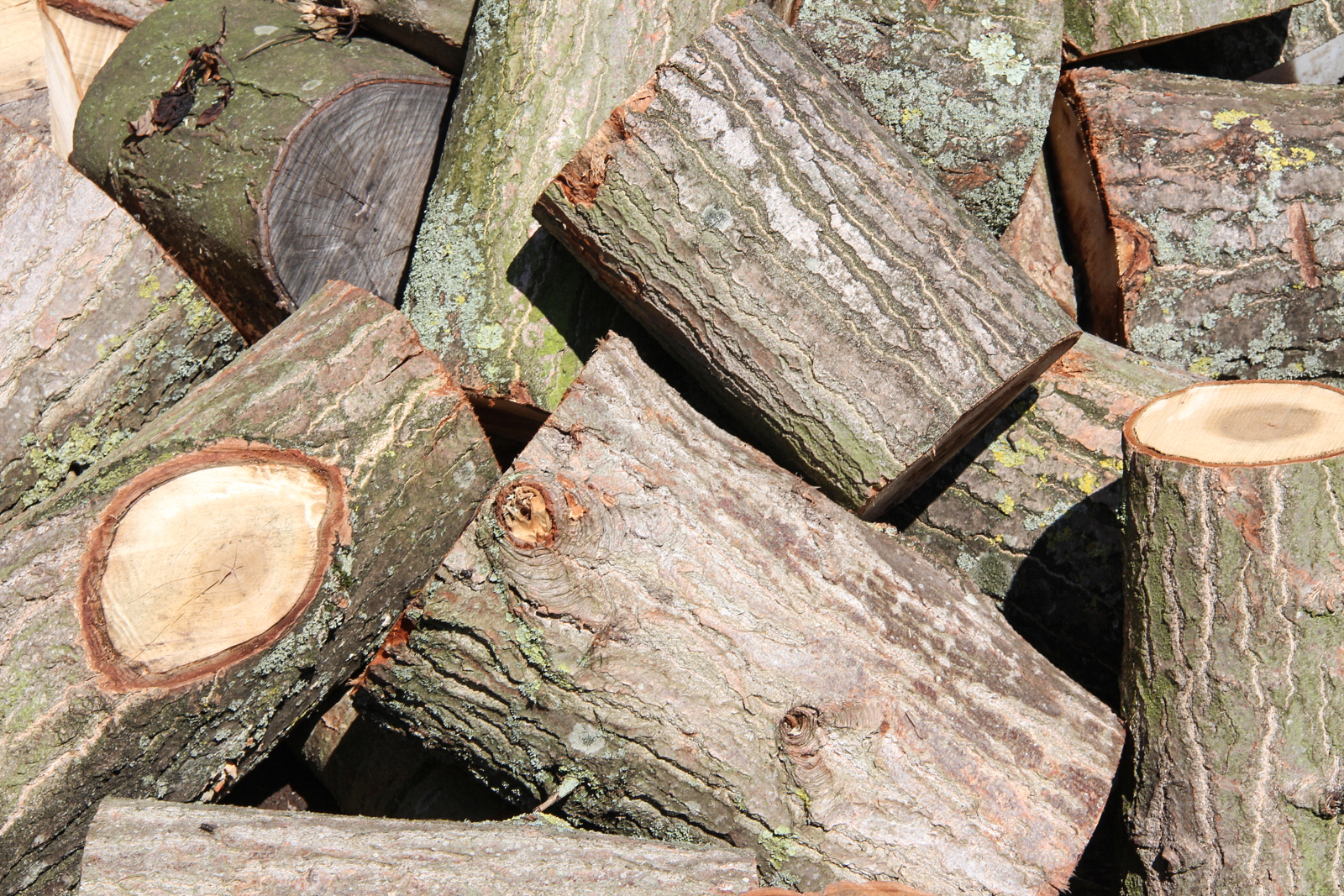
Hout is een natuurlijk materiaal dat talloze toepassingen kent.

Een natuurproduct of natuurlijk materiaal is in de algemene betekenis van het woord alle materie die door de natuur wordt geproduceerd, of dat nu van biologische dan wel geologische oorsprong is. In een meer strikte betekenis wordt het begrip binnen de scheikunde gehanteerd om te duiden op de verzameling aan primaire en secundaire metabolieten die in de natuur worden aangetroffen. 
Natuurproducten omvatten onder andere honing, koffie, melk, latex, hout, bijenwas, ivoor, guano, terpentijn, aardolie en mineralen. Het begrip wordt ook in een commerciële context gebruikt voor cosmetica, voedingssupplementen of voedingsstoffen die aan natuurlijke bronnen onttrokken worden en waaraan geen artificiële ingrediënten zijn toegevoegd. Daardoor krijgen dergelijke producten vaak de connotatie goed te zijn voor de gezondheid en beter voor het milieu.